# Arsenal 4111
Dimensions
L'Arsenal 4111 est un planeur monoplace de performance en bois et toile développé en 1949 par l'Arsenal de l'aéronautique il n'a pas dépassé le stade du prototype (2 construits).

## Conception
Visuellement très proche de l'Air 100 il s'en distingue par un nez plus arrondi et un plan fixe de profondeur muni d'un dièdre. Comme le prototype de l'Air 100, il se pose sur un simple patin en bois.
Techniquement, l'aile à profil laminaire passe à 19,19 mètres d'envergure et le bord de fuite est muni de volets de courbure jusqu'aux ailerons. Les ailerons peuvent également être braqués symétriquement pour accroître l'hypersustentation.

## Historiques des vols
Le premier prototype testé au centre d'essais en vol de Brétigny-sur-Orge en 1943 a des qualités de vol décevantes avec des commandes peu homogènes et, surtout, des décrochage brutaux suivis d'une vrille très rapide. Un deuxième prototype modifié est présenté en 1953 mais les gains de performance par rapport à l'Air 100, le prix très élevé et la fin proche de l'Arsenal ne justifient pas la continuation du programme qui est abandonné,.